# Costus pictus
Espèce
Classification phylogénétique
Costus pictus est une espèce de plantes à fleurs du genre Costus de la famille des Costaceae.

## Distribution
Costus pictus est originaire d'une région s’étendant du Mexique à l’Amérique centrale .
Il fut introduit en Europe depuis le Mexique par le biais de graines transmises à M.. Lambert par M. Deppe.

## Description
C'est une plante vivace.

### Description latine
Description officielle faite en latin par David Don et publiée en 1833 en page 1594 dans le volume 19 du Edwards's Botanical Register publié par James Ridgway, 169 Picadilly, éditeur.

« Costus pictus; foliis lanceolatis pilosis, spica ovata terminali, bracteis apiculatis,
labello trilobo;  lacinia intermedia brevissima inciso-dentata revoluta. D. Don MSS.
Caulis erectus, cubitalis, undulato-flexuosus, crassitie digiti minoris. Folia brevissime petiolata, lanceolata, acuminata, supra pilosa, subtus glabra, concoloria, spithamaea. Ochreae brevissima, membranacea, leviter ciliatae.
Spica ovata, pauciflora, terminalis, pollicaris. Bractae subrotundo-ovatae, mucronulatae, coriceae, virides, undique adpresse imbricatae. Perianthii foliola 3 exteriora lanceolata, acutiuscula, flava, subaequalia.
Labellum cuneato-oblongum, convolutum, apice dilatatum, trilobum, purpureo aureoque
variegatum; laciniis exterioribus rotundatis, integerrimis ; intermedia inciso-
dentata, revoluta, brevissima. Filamentum lingulatum, petaloideum. Antherae loculis oblongis, parallelis, medio filamenti adnatis. Stylus gracilis, compressus, inferne attenuatus, intra loculos antherae latens. Stigma bilabiatum, basi appendice biloba suffultum : labiis plicatis, bilobis, papilloso-fibriatis. D. Don MSS. »

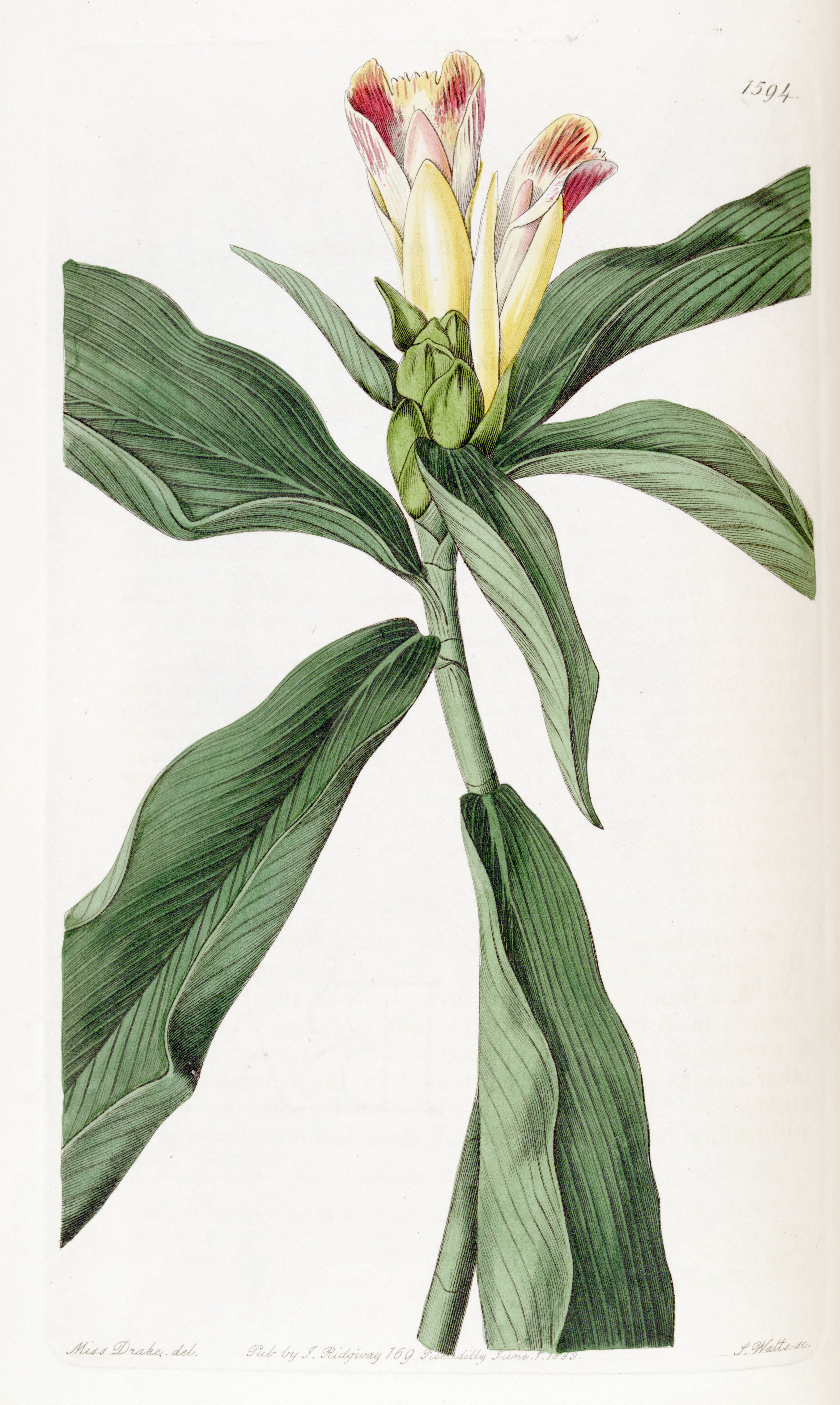
Costus pictus, planche 1594 Edwards’s Botanical Register vol 19.

## Utilisation
- Ornementale

- Cuisine

Les fleurs de Costus pictus sont comestibles. Elles présentent un arôme plaisant et sont juteuses et croquantes. Elles peuvent agrémenter avec finesse les salades de fruits, mais aussi les salades de légumes.
- Médicinale

Costus pictus est apprécié principalement pour ses propriétés toniques, stimulantes et antiseptiques. On dit qu’il serait aphrodisiaque et capable de ralentir le grisonnement des cheveux. Ses racines (rhizomes) ont un effet anodyne, antibactérien, antispasmodique, aphrodisiaque, carminatif, stimulant, stomachique, tonique et vermifuge.
En Inde, plus particulièrement au Kerala, les feuilles de Costus pictus sont utilisées pour le traitement du diabète,,,,.

## Synonymes
Selon World Checklist of Selected Plant Families (WCSP) (10 mai 2013) :
- Costus congestus Rowlee, Bull. Torrey Bot. Club 49: 291 (1922)
- Costus mexicanus Liebm. , Bot. Tidsskr. 18: 261 (1893)